# محمد بن بحر شیبانی
محمد بن بحر رهنی شیبانی محدث، متکلم و فقیه شیعه امامی و صاحب تألیف‌ها و رساله‌های بسیاری است. روایات او در کتابهای شیخ صدوق منعکس شده‌است. احادیث وی در سه کتاب علل الشرایع، من لا یحضره الفقیه و کمال الدین و تمام النعمه نیز یافت می‌شود. به گفته مامقانی در تنقیح المقال شیبانی دارای ۵۰۰ تألیف و رساله است که بیشتر آن‌ها در بلاد خراسان یافت می‌شود. شیخ صدوق در چند روایت بدون واسطه از محمد بن بحر روایت نقل کرده‌است؛ اما این راوی از سوی برخی رجالیان شیعه متهم به غلو شده، در حالی که این اتهام توسط برخی دیگر هم چون نجاشی، از او رفع گردیده‌است. همچنین از نظر پیروزفر و اکبرزاده یزدی، نقل روایات وی توسط شیخ صدوق - با توجه به مبانی سخت گیرانه صدوق در علم رجال به خصوص در مسئله غلو - موجب تبرئه او از اتهام غلو می‌شود.